# 杨桓
杨桓（1927年—2014年3月10日），宁夏贺兰县潘昶乡人，中国人民解放军将领、第二炮兵部队副司令员、中国人民解放军中将。
杨桓毕业于寧夏省立第一中學，因躲马鸿逵的抓兵，就读西北农林专科学院高职森林科。后入四川绵阳国立四中学习，考入天津北洋大学水利系。1948年8月，他根据地下党组织安排，秘密当选为学生理事会理事，先后安全送出11名进步学生到冀东解放区参加革命。1948年12月，赴解放区河北泊头参加革命，进入中国共产党领导的华北大学学习政治，1949年2月加入新民主主义青年团。
1949年3月参军入伍，调入第四野战军南下工作团总团部任队列参谋，同年9月加入中国共产党。
新中国成立后，先后任中南军政大学湖南分校政治部干事、文化教员，汉口第一高级步兵学校政治部干事。1953年作为首期学员进入哈尔滨军事工程学院海军工程系学习。1962年，前往沙漠戈壁，参与两弹一星调入国防科工委二十试验训练基地工作，受钱学森领导，先后任一部科长、副处长、发射团副团长和基地副参谋长、副司令员等职。1970年，担任“东方红一号”卫星发射“0”号指挥员。。
1983年6月，任第二炮兵技术装备部首任部长。1985年担任第二炮兵副司令员，1988年被授予少将军衔，1990年，授予中国人民解放军中将。
曾直接组织指挥发射我国第一颗人造地球卫星、第一颗返回式卫星、第一颗科学试验卫星、第二枚洲际导弹等17颗（枚）卫星和导弹。杨桓是第八届全国政协委员、曾先后担任中国宇航学会靶场设备委员会主任委员，国家国防科技进步奖、发明奖评审委员会副主任委员，中国高科技产业化研究会顾问等。
2014年3月10日在北京逝世。

## 延伸阅读
[在维基数据编辑]
 《新元史/卷191》，出自柯劭忞《新元史》